# Soulslike
Soulslike, souls-like (с англ. — «souls-подобные»; транслитерация — «соулслайк») или soulsborne — условно выделяемый поджанр компьютерных игр, разновидность Action/RPG — игры, схожие с Demon’s Souls и серией Dark Souls японской компании FromSoftware. Soulslike-игры объединены рядом общих геймплейных механик; они, как правило, отличаются высокой сложностью, предлагают игроку исследовать мрачные и опасные миры, часто оформленные в духе тёмного фэнтези. В таких играх, как правило, мало катсцен и диалогов — повествование подаётся через окружение; сражения в soulslike требуют от игрока сосредоточения, чередования атак и передышек и тщательного выбора времени для удара.
Название soulslike было принято рядом критиков и разработчиков для описания игр, схожих с серией Dark Souls. Тем не менее, оно также получало и негативные оценки — некоторые критики и разработчики задавались вопросом, является ли soulslike «настоящим» жанром или не более чем набором общих механик, и не используется ли этот термин для описания игр, имеющих друг с другом лишь смутное сходство.

## Концепция

### Геймплей
Для soulslike-игр характерен высокий уровень сложности — ожидается, что игровой персонаж будет часто погибать и возвращаться к жизни, и такие смерти являются частью игрового процесса. Эти смерти не безвредны и несут в себе какое-то «наказание» для игрока — например, потерю ценных очков. Такие очки — как «души» в серии Souls — добываются победами над врагами и важны для улучшения способностей игрового персонажа и продвижения по игре.
В soulslike игрок должен исследовать мир и саму игру, доступные в ней возможности; разработчик Salt and Sanctuary Джеймс Сильва описывал суть soulslike-игр как «обдуманное и содержательное исследование» — игры такого рода предлагают игроку сложно устроенные и пересекающиеся друг с другом локации, многочисленные тактики и варианты развития персонажей, но при этом с легкостью наказывают за ошибки, подталкивая игрока экспериментировать и пробовать другие возможности. По словам Сильвы, в soulslike игрок может принимать очень неудачные решения — но на их фоне другие, хорошие решения кажутся намного весомее. Подобно метроидваниям, Soulslike-игры обычно нелинейны — они предлагают игроку множество путей и зон для исследования, и продвижение по игре в большей степени ограничено лишь навыками самого игрока.
В подобных играх нельзя сохранить или загрузить игру в любой момент — игрок должен искать в мире игры особые контрольные точки, подобные «кострам» в Dark Souls; если игровой персонаж погибнет, он будет воскрешен у последней контрольной точки. При этом в большинстве подобных игр смерть не отменяет совершенные ранее действия: получение предметов, открытие проходов и победы над боссами. В soulslike-играх «костры» расположены в безопасных зонах, где нет врагов, и могут иметь иные полезные функции, кроме воскрешения — например, на них можно повысить характеристики персонажа и приобрести новые умения. Тем не менее, простое использование контрольной точки «перезагружает» мир — ранее побеждённые враги вновь появляются на прежних местах. «Фляга с эстусом» (англ. Estus Flask) представляет собой характерную для soulslike механику лечения: игрок может восстановить потерянное здоровье персонажа в любой момент по своему желанию, но у «фляги» только ограниченное количество зарядов, и её нужно «перезаправлять» у контрольных точек.
Боевая система в soulslike-играх требует от игрока вдумчивости — противников нельзя победить, нажимая на кнопки как попало. Типичная боевая система soulslike часто — но не всегда — связана с «шкалой выносливости», которая убывает, когда игровой персонаж наносит удары, и постепенно восстанавливается в промежутках между ними. Таким образом, игрок не может атаковать противников непрерывно и должен чередовать атаки и передышки для восстановления сил. В то время как многие другие игры, изображающие ближний бой, ставят во главу угла быстрые, мгновенные удары, которые выполняются немедленно по нажатию кнопки, в soulslike-играх и для игрового персонажа, и для его противников характерны продолжительные, подробно анимированные атаки, включающие в себя демонстрацию замаха оружием, так что игрок должен более вдумчиво выбирать время для удара.

### Сеттинг и сюжет
Soulslike-играм обычно свойственны сеттинг тёмного фэнтези, отсутствие явного повествования, сюжета, а также глубокая проработка мира. При этом захватывающий мир должен подогревать интерес игроков исследовать его. Игроки должны открывать для себя кусочки истории игры с течением времени с помощью записок, посланий, описаний предметов и загадочных диалогов, собирая их вместе, тем самым усиливая ощущение таинственности игры. Несмотря на мрачность сеттинга soulslike-игр, они также иногда содержат комические элементы, такие как неожиданные взаимодействия (например, ласка кота), реакции со стороны неигровых персонажей, своеобразные наряды и оружие, а также смерть от ловушек, например, быть съеденным мимиком.

## История
Жанр Soulslike зародился в видеоигре Demon’s Souls 2009 года, разработанной студией FromSoftware и разработчиком видеоигр Хидэтакой Миядзаки. Эта игра вместе с последовавшей за ней Dark Souls, воплотила основные принципы, которым будут следовать soulslike-игры. Позднее FromSoftware и Миядзаки создавали и другие soulslike-игры, как в серии Souls, так и вне её — так, к жанру soulslike принадлежали уже не относящиеся к серии Bloodborne, Sekiro: Shadows Die Twice и Elden Ring. Bloodborne была первой soulslike-игрой FromSoftware, не принадлежавшей к серии Souls, и после её выхода обозреватели использовали термин Soulsborne в попытке описать серию Souls и игру Bloodborne как единое целое.
Характерные механики и приёмы серии Souls использовали и разработчики других игр. Так, обозреватели прямо описывали как «подражания Dark Souls» игры Lords of the Fallen (2014), Nioh (2017) и The Surge (2017). Эти игры оказались достаточно успешными, чтобы в дальнейшем получить собственные продолжения — соответственно The Lords of the Fallen, Nioh 2 (2020) и Surge 2 (2019). Подобным же образом описывали другие игры: Salt and Sanctuary (2016), Ashen (2018), Darksiders III (2018), Remnant: From the Ashes (2019), Code Vein (2019), Star Wars Jedi: Fallen Order (2019), Chronos: Before the Ashes (2019 год), Mortal Shell (2020), Pascal's Wager (2020), Thymesia (2022), Steelrising (2022), Wo Long: Fallen Dynasty (2023), Bleak Faith: Forsaken (2023) и Lies of P (2023).
Игру Dead Cells (2018), сочетающую элементы soulslike с элементами roguelike и метроидвании, разработчики описывали термином souls-lite («облегчённая soulslike») — в ней серии Dark Souls подражала, как минимум, боевая система. Игра Stranger of Paradise: Final Fantasy Origin (2022) сочетала в себе soulslike-геймплей с характерной системой работ из серии Final Fantasy.
Другие игры за пределами жанра, но на которые, как утверждается, повлияла серия Dark Souls, включают в себя The Witcher 2: Assassins of Kings (2011), Rogue Legacy Destiny (2014), Shovel Knight (2014), Titan Souls (2015), The Witcher 3: Wild Hunt (2015), Assassin’s Creed Odyssey (2018 год) и God of War (2018). Отдельные геймплейные механики, характерные для soulslike, используются в Nier: Automata (2017) и Hollow Knight (2017).

## Приём
Интервью с разработчиками soulslike-игр показали, что все они воспринимают положительно обозначение soulslike как отдельный жанр, так как это служит полезным описанием для игроков. Однако некоторые считают, что это может вводить игроков в заблуждение, заставляя их ожидать определённых вещей в игре и разочаровываться, когда они в игре отсутствуют. Примером служит разочарование игроков из-за того, что Remnant: From the Ashes была в первую очередь шутером, несмотря на то, что характеризовалась как soulslike-игра.
По мнению журналиста Остина Вуда, словом soulslike часто и необоснованно называют игры, имеющие мало общего как с серией Dark Souls, так и друг с другом; и такое название жанра вызывает у игрока неоправданные ожидания по отношению к играм, которые с серией Dark Souls объединяют лишь немногие отдельные элементы. Журналист Марк Браун в серии Game Maker's Toolkit, рассуждая о soulslike-играх как о жанре, считал этот ярлык чрезмерно ограничивающим, подталкивающим разработчиков к слепому копированию — точно так же, как это происходило с жанром roguelike. Отвечая на критику Брауна, журналист Vice Бруно Диас отмечал, что не видит в копировании такой уж страшной проблемы — если многолетняя стагнация roguelike была обусловлена крайней нишевостью жанра до того, как игры Spelunky или Rogue Legacy сделали его более интересным для массового игрока, то soulslike-игры высоко востребованы на рынке, и игры наподобие Hyper Light Drifter, The Surge и Dead Cells расширяют границы этого жанра; копирование Диас считал результатом боязни разработчиков «выплеснуть с водой ребёнка», потерять что-то, что было настолько привлекательным для игроков в серии Dark Souls.